# Jacob Blomqvist
Jacob Blomqvist, född 8 november 1986 i Hedesunda, Gävleborgs län, är en svensk professionell ishockeyspelare som senast spelade för Brynäs IF.

## Klubbar
- Brynäs IF 2002–2006
- Kiruna IF 2006–2007
- Kumla HC 2007-2008
- Valbo HC 2008–2009
- BIK Karlskoga 2009–2010
- Modo Hockey 2010–2011
- Leksands IF 2011–2014
- Brynäs IF 2014–2020
- Timrå IK 2020–2023
- Brynäs IF 2023-2024